# آني لوراك
آني لوراك (بالأوكرانية: Ані Лорак) (و. 1978 – م) هي مغنية، وملحنة، وشاعرة من أوكرانيا.

## جوائز
حصلت على جوائز منها:
- جدارة فنان أوكرانيا.

## روابط خارجية
- آني لوراك على موقع IMDb (الإنجليزية)
- آني لوراك على موقع ميوزك برينز (الإنجليزية)
- آني لوراك على موقع أول ميوزيك (الإنجليزية)
- آني لوراك على موقع ديسكوغز (الإنجليزية)
- آني لوراك على موقع قاعدة بيانات الفيلم (الإنجليزية)